# Història d'Escòcia

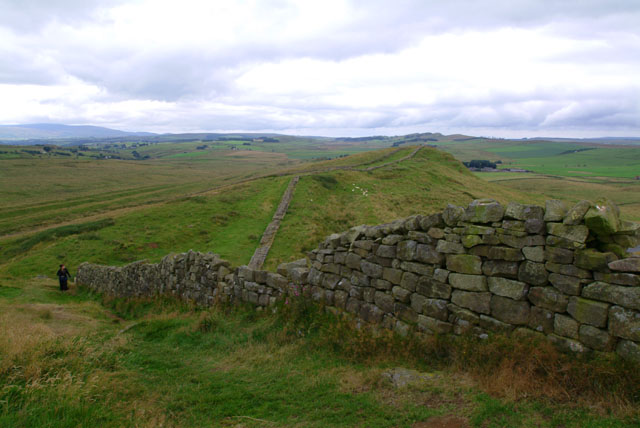
Els 120 quilòmetres de la muralla d'Adrià delimitaven la frontera entre Escòcia, al nord, i l'Imperi Romà, al sud, amb petits forts i portes separats entre si a una distància d'una milla romana. El domini romà va arribar més al nord, però va durar poc de temps

La història d'Escòcia comença al voltant de fa 10.000 anys, quan els éssers humans actuals van començar a habitar Escòcia després de la fi de la glaciació de Würm, l'última era del gel. De les civilitzacions de l'edat de pedra, edat del bronze i edat del ferro que van existir, en queden molts artefactes, però pocs registres escrits.
La història escrita d'Escòcia comença amb l'arribada de l'Imperi Romà a la Gran Bretanya, quan els romans van ocupar el que és actualment Anglaterra i Gal·les, administrant-ho com la província romana de Britannia. Cap al nord era territori no governat pels romans, Caledònia. El seu poble eren els pictes. Des d'un punt de vista històric clàssic, Escòcia semblava un país perifèric, lent per a aconseguir avenços que es filtraven de la font de la civilització mediterrània, però com que el nostre coneixement del passat creix, sembla que alguns desenvolupaments eren més primitius o més avançats del que es creia anteriorment i que els mars van ser molt importants per a la història escocesa. Des del començament del segle viii fins al segle xiii van ser els celtes els qui estaven a càrrec de la corona escocesa; el primer rei escocès va ser Kenneth MacAlpin, que començà a governar el 840, i l'últim va ser Alexandre III, que va finalitzar el seu regnat el 1249. Després de la colonització normanda, van ser ells qui van dominar el país (1286-constitució del vot).
A causa de l'orientació geogràfica d'Escòcia i la seva forta confiança en les rutes comercials marítimes, aquesta tenia vincles propers al sud i aquest amb els països bàltics, i amb França a través d'Irlanda i el continent europeu. Després de l'Acta d'Unió i la subseqüent Revolució industrial i Il·lustració escoceses, Escòcia es va convertir en una de les potències comercials, intel·lectuals i industrials d'Europa. El seu declivi industrial seguit de la Segona Guerra Mundial va ser particularment agut, però en dècades recents el país ha gaudit d'una mica de renaixement cultural i econòmic, alimentat en part per un ressorgiment dels serveis financers, els ingressos del petroli i gas del mar del Nord i, més recentment, un parlament retornat.

## Prehistòria

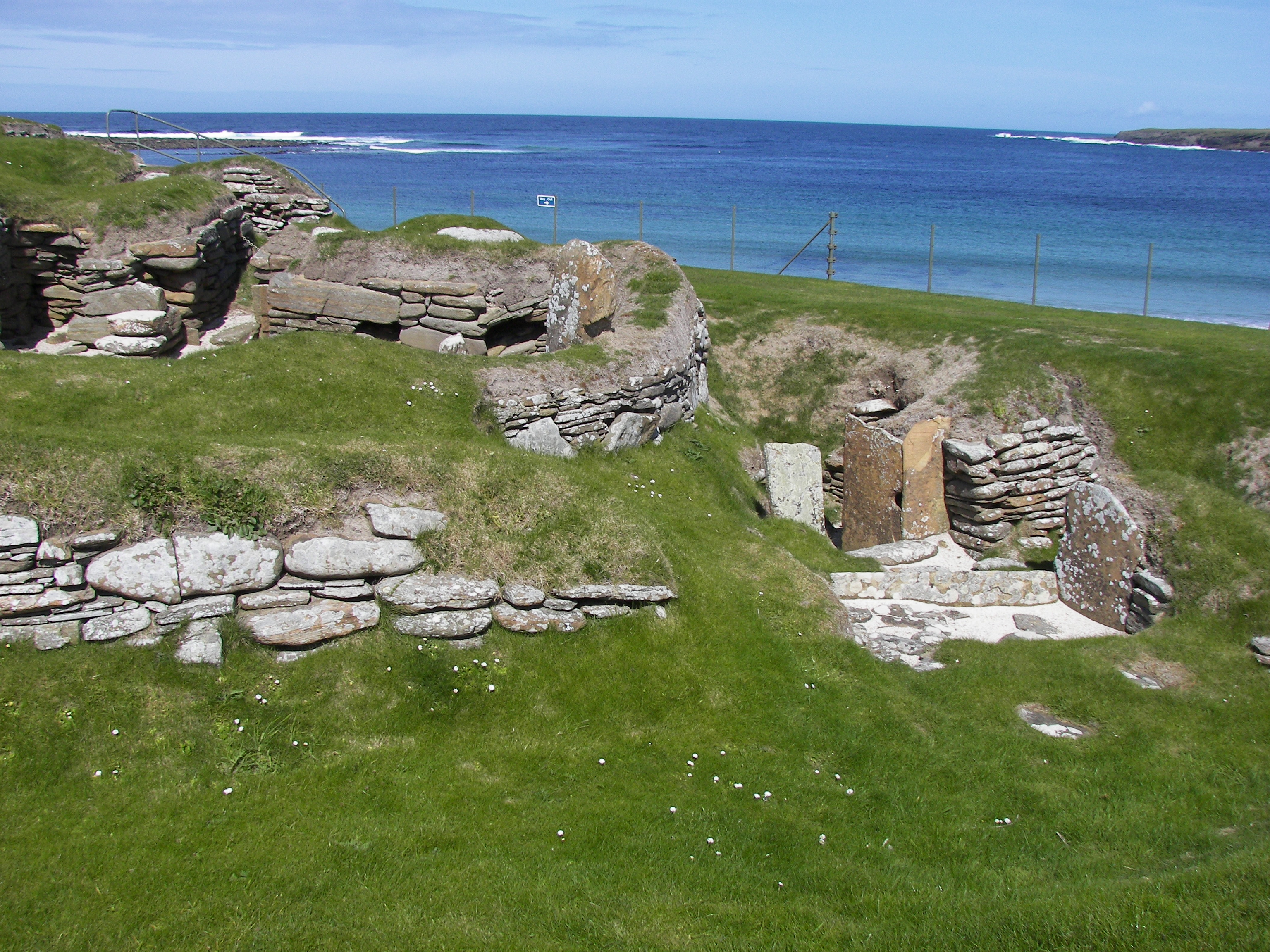
Restes d'un assentament neolític a Skara Brae, a les illes Orcades

S'ignora si Escòcia va estar habitada durant el Paleolític, ja que les successives glaciacions que van cobrir el seu actual territori han destruït totes les proves d'assentaments humans anteriors al període Mesolític. Es creu que els primers grups de caçadors recol·lectors van arribar-hi fa uns 11.000 anys, quan els gels de la primera glaciació van començar a retirar-se cap al nord. Els primers assentaments van aparèixer al territori escocès fa aproximadament 9.500 anys, i els primers pobles fa uns 6.000. D'aquest període data, per exemple, l'assentament de Skara Brae, a la més gran de les Illes Orcades, que es troba en molt bon estat de conservació, així com altres restes d'habitatges, soterraments i centres rituals del Neolític trobats sobretot a les illes escoceses. Aquesta abundància de construccions que han sobreviscut al pas del temps pot haver-se degut a l'absència d'arbres a la zona, que va permetre als pobladors primitius crear construccions a la mateixa roca local.

## Edat del bronze (c.1800 aC - 700 aC)

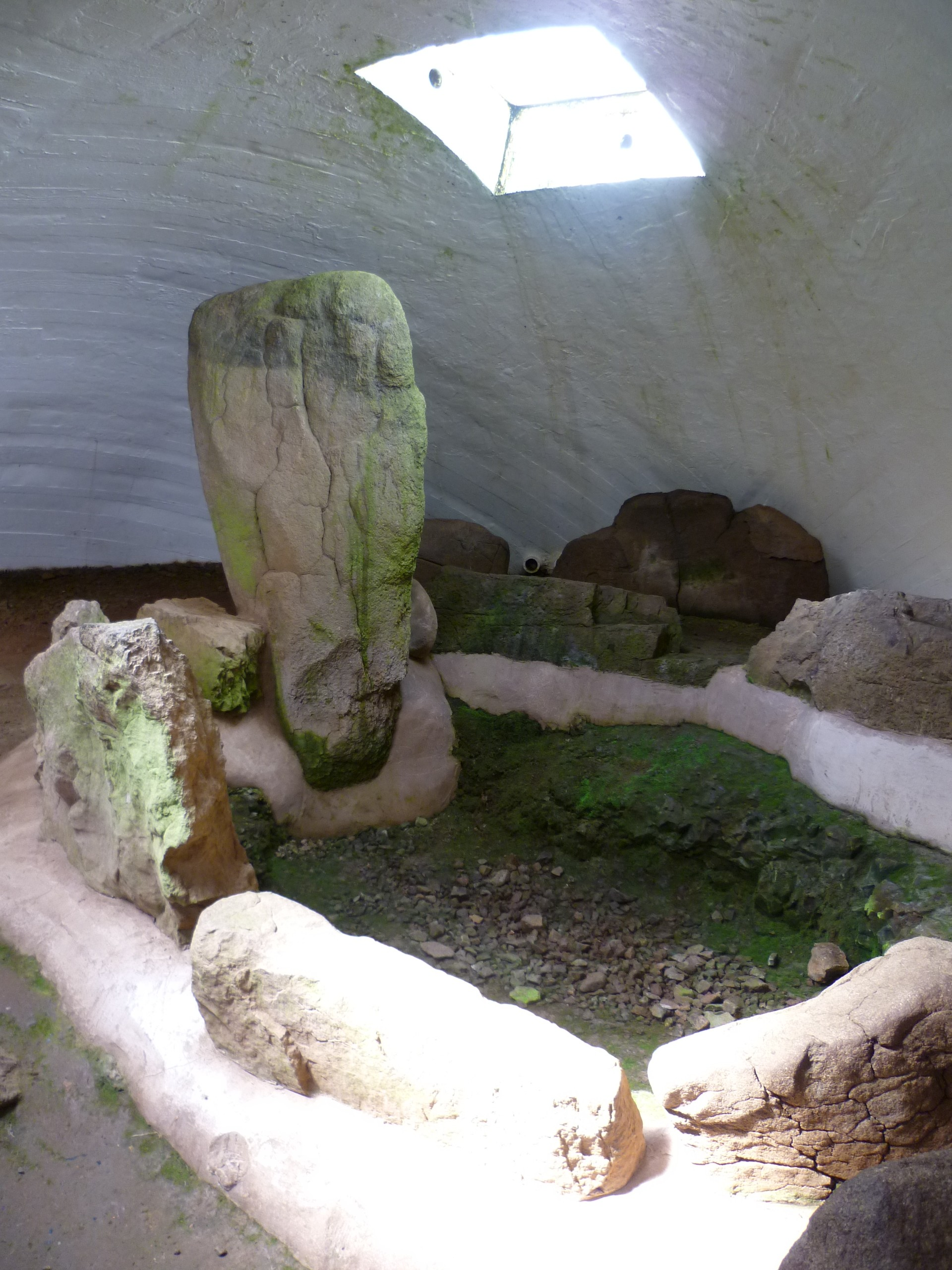
Cista funerària de l'edat del bronze, a Cairnpapple, West Lothian

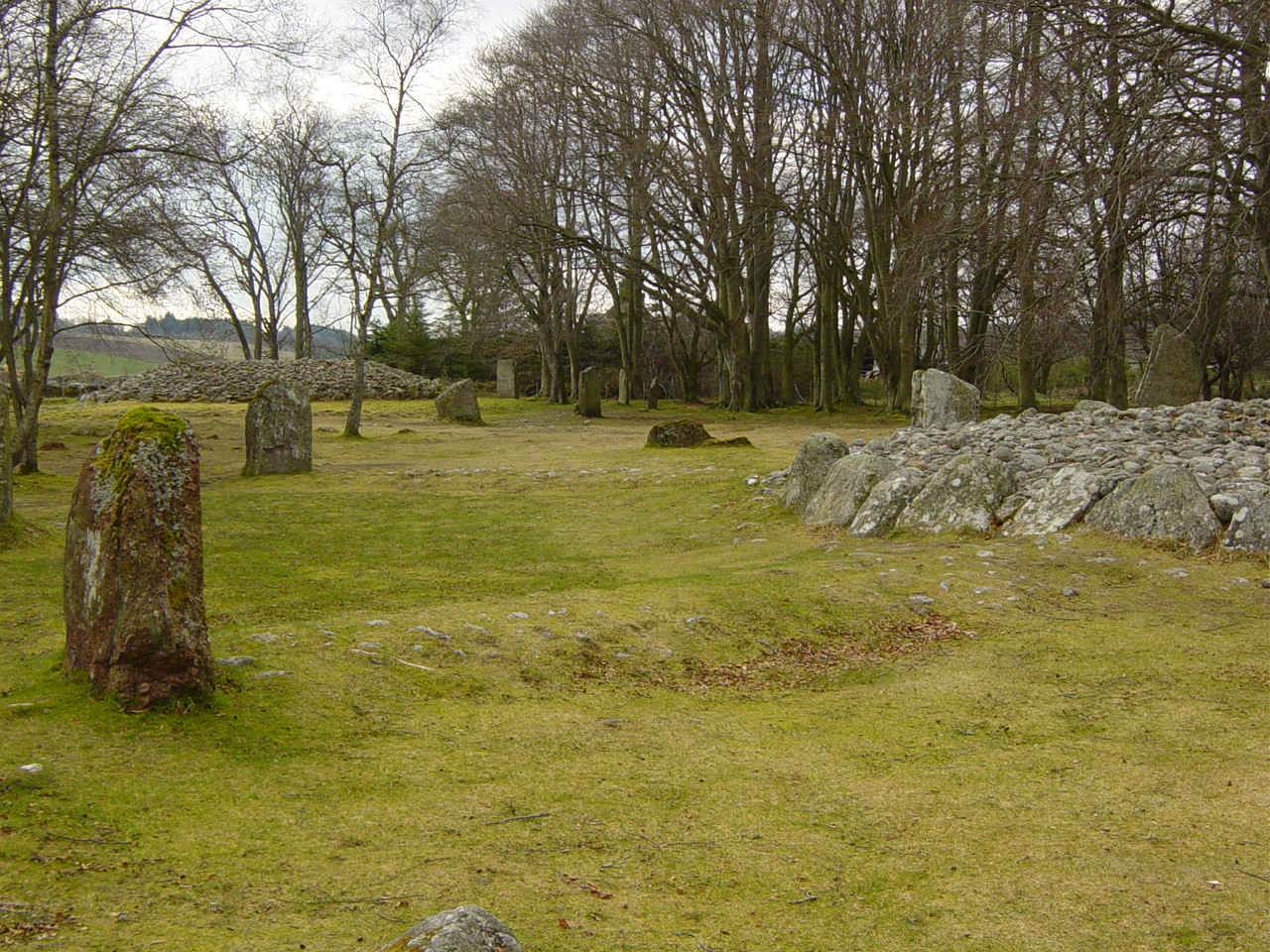
Cairn de Clava

Els cairn (en gaèlic, ‘túmul de roques') o túmuls i els monuments megalítics s'hi van continuar construint entrada l'edat del bronze, una etapa que va introduir l'ús dels metalls com un material addicional més que no pas com un substitut del sílex. Tanmateix, es va produir un declivi tant en la construcció de noves grans estructures com en les àrees de cultiu des del 2500 aC.
El cairn de Clava i els menhirs que hi ha prop d'Inverness mostren alineaments complexos geomètrics i astronòmics amb petites tombes ―potser individuals― en comptes de tombes comunes pròpies del Neolític. D'altra banda, s'han descobert mòmies datades del 1600 aC al 1300 aC a Cladh Hallan, a Uist del Sud.
A més, durant aquest període es van construir els primers castres, tals com Eildon hill, prop de Melrose, al comtat de Scottish Borders, que es remunta al 1000 aC i va reunir centenars de cases en un turó fortificat. Les excavacions al castell d'Edimburg van mostrar restes de l'edat del bronze datades des del 850 aC.

## Edat del ferro (c.1200 aC - 400 aC)

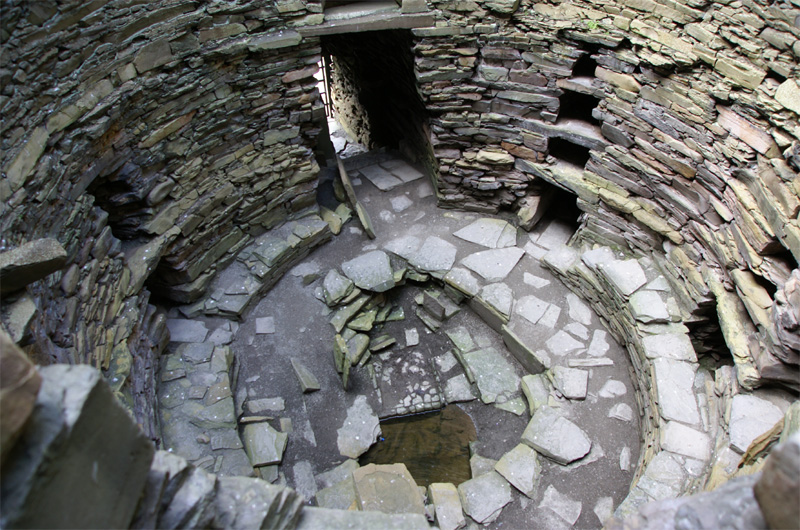
Vista interior del broch de Mousa

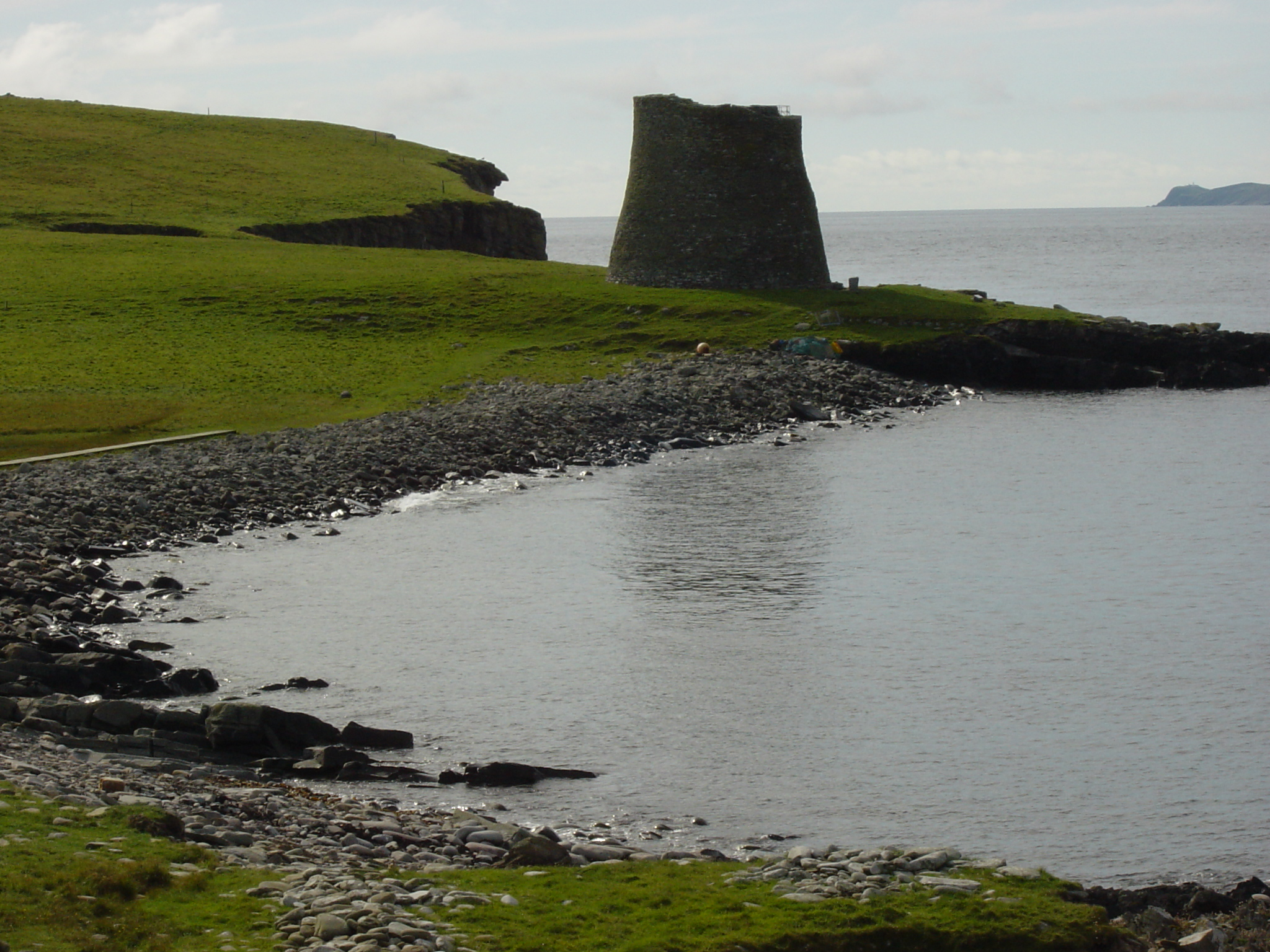
Broch de Mousa

Des dels volts del 700 aC fins a l'època romana, per tot Escòcia hi havia esquitxats diversos forts i castres, cosa que dona suport a la imatge de tribus bel·ligerants i petits regnes feta palesa pels romans.
La llengua i cultura britones (o pritèniques), de la branca cèltica, es va estendre al sud d'Escòcia en un moment posterior al segle viii aC, probablement per contacte cultural i no pas per invasió, de manera que es va desenvolupar tot un sistema de petits regnes celtes que constituïen el territori escocès.

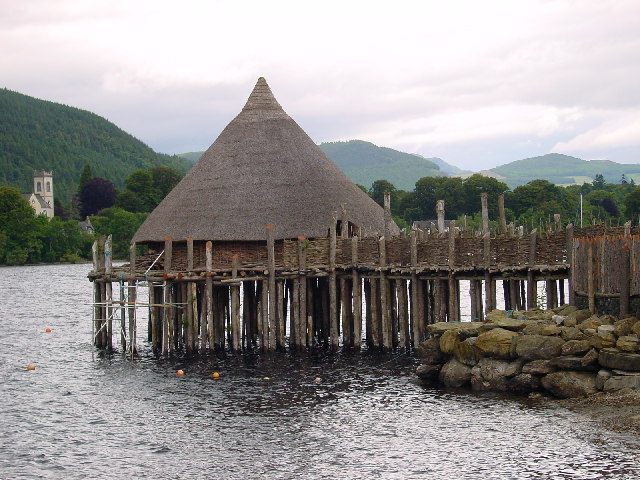
Crannog reconstruït al Loch Tay

Es van estendre els grans assentaments fortificats, com la fortalesa dels votadins de Traprain Law, a East Lothian, que tenia la mida d'un poble. Es van construir un gran nombre de duns (terme gaèlic per a designar els forts), castres i ringforts (assentaments circulars fortificats) en qualsevol penya-segat o turó idonis per a aquestes construccions. També és el període d'aixecament dels brochs, el més impressionant dels quals és el broch complet de Mousa, a les illes Shetland. Tot i que es van construir molts corredors subterranis, el seu objectiu encara es desconeix. Finalment, els assentaments a les illes, units a una calçada en terra ferma, els crannogs, van esdevenir populars i es creu que la seva funció era bàsicament defensiva.

## Edat antiga
La història escrita d'Escòcia comença amb la romanització del centre-sud de la Gran Bretanya (les actuals Gal·les i Anglaterra, que formaven la província de Britannia). Els romans van anomenar inicialment Caledònia ('Terra de caledonis') a Escòcia, per l'immens bosc de pins caledonis que s'estenia de nord a sud i d'est a oest per tota la zona. El principal poble assentat en aquella època a la regió escocesa era el dels pictes, anomenats així, aparentment, pel seu costum de pintar-se el cos. Els escots, per la seva banda, eren un poble d'origen irlandès, que es va establir a l'oest d'Escòcia. Durant aquest període existien, per tant, dos regnes diferenciats: el de l'oest d'Escòcia, Scotland, i el Regne picte de l'est, Alba.
La romanització d'Escòcia va ser un llarg procés amb una multitud d'interrupcions: l'any 83 aC, el general Gneu Juli Agrícola va derrotar els caledonis en la batalla del mont Graupi, la qual cosa va permetre la construcció d'una cadena de fortificacions coneguda com a Gask Ridge, a prop de la falla de les Highlands (sense endinsar-se, pel que sembla, més al nord); poc després, no obstant això, els romans es van retirar als Southern Uplands ('Planes del Sud'), és a dir, al terç més meridional d'Escòcia, i van començar la construcció del mur d'Adrià per a controlar les tribus de la zona. Aquesta línia va marcar durant gairebé tot el període d'ocupació romana el límit septentrional de l'Imperi romà, malgrat la construcció, més al nord encara, del mur d'Antoní. Aquesta frontera només va poder ser defensada durant breus períodes, dels quals el més tardà va tenir lloc entre els anys 208 i 210, durant el mandat de l'emperador Septimi Sever. En general, l'ocupació d'aquestes zones d'Escòcia per part dels romans es va estendre durant no més de 40 anys, encara que la influència llatina a la part més meridional, sobretot entre les tribus d'origen bretó, va ser més duradora.

## Edat mitjana
El Regne dels pictes (amb seu a Fortriu cap al segle vi) va experimentar un important desenvolupament durant l'edat mitjana, potser com a resposta al mateix imperialisme romà i partint des del seu territori originari a l'est d'Escòcia, al nord del fiord de Forth i al sud del riu Oykel, el Regne picte va aconseguir controlar les terres del nord i del sud, incloent-hi gran part del Hen Ogledd. Una fita important en aquesta lluita per la supervivència i l'ampliació va ser la batalla de Dunnichen (685), en la qual els pictes van derrotar les tribus de Northumbria durant el regnat de Bridei III (671-693). El regnat d'Óengus I (732-761) va ser igualment un període de consolidació per al Regne picte.
La influència víking a Escòcia va començar a finals del segle VIII i, encara que no hi ha dubte que la dinastia Uí Ímair va tenir un paper destacat en aquest primer període, els registres de les dates i els detalls dels governants són especulatius fins a mitjans del segle X. A partir del 793 es registren incursions repetides de víkings a les illes britàniques i l'illa d'Iona a les Hèbrides Interiors fou saquejada el 802 i 806. L'any 839 dC, una gran flota nòrdica va envair a través del riu Tay i el riu Earn, tots dos altament navegables, i va arribar al cor del regne picte de Fortriu. Van derrotar a Eóganan mac Óengusa, rei dels pictes, al seu germà Bran, i al rei dels escocesos de Dál Riata, Áed mac Boanta, juntament amb molts membres de l'aristocràcia picta a la batalla de 839. El sofisticat regne que s'havia construït es va ensorrar, igual que el lideratge picte, que s'havia mantingut estable durant més d'un segle des de l'època d'Óengus mac Fergusa, i l'ascens de Cináed mac Ailpín com a rei tant dels pictes com dels escocesos es pot atribuir a les conseqüències d'aquest esdeveniment, i s'establí el mite de l'ascendència irlandesa de la dinastia reial de Cináed mac Ailpín.
Diversos líders víkings que probablement estaven basats a Escòcia, apareixen als anals irlandesos: Soxulfr in 837, Turges el 845 i Hákon el 847. Hi havia un rei de l'Escòcia vikinga l'hereu del qual, Thórir, va portar un exèrcit a Irlanda el 848. Al segle ix, apareixen les primeres referències als Gallgáedil individus d'ascendència i/o cultura mixta escandinava-celta que es van convertir en dominants al sud-oest d'Escòcia, parts del nord d'Anglaterra i les illes. Segons la Saga Orkneyinga, cap a l'any 872 Harald Fairhair es va convertir en rei d'una Noruega unida i molts dels seus oponents van fugir a les illes d'Escòcia incloses les Hèbrides de la costa oest i les illes del nord. Harald va perseguir els seus enemics i va incorporar les Illes del Nord al seu regne l'any 875 i després, potser una mica més d'una dècada més tard, també les Hèbrides. L'any següent els caps víkings locals de les Hèbrides es van rebel·lar. Aleshores, Harald va enviar Ketill Flatnose per sotmetre'ls, cosa que va fer ràpidament, però després es va declarar "rei de les illes" independent, un títol que va conservar per a la resta de la seva vida. però no va deixar cap successor i hi ha poc registre de les quatre dècades següents.
Els processos culturals i econòmics iniciats al segle xii van fer que durant la baixa edat mitjana Escòcia es transformés. El principal impuls a aquesta transformació es va produir durant el regnat de David I d'Escòcia, que va iniciar el que es coneix com la revolució davidiana. Aquesta és l'època en la qual s'introdueix el feudalisme a Escòcia, es reorganitzen les formes de govern i es funden les primeres ciutats i pobles amb furs propis (els anomenats burghs). Aquestes institucions, així com la immigració de cavallers i de clergat francesos i anglofrancesos, van facilitar un procés d'«osmosi cultural», durant el qual els territoris meridionals i costaners del Regne d'Alba es van convertir en angloparlants, com ja ho eren moltes de les terres tot just conquerides al sud; la resta del regne, en canvi, va seguir conservant la llengua gaèlica.
L'hostilitat entre els reis de les illes i els governants del Regne de Dublín, Dál Riata i Alba, i la intervenció de la corona de Noruega directament o a través del seu vassall el comte d'Orkney van ser temes recurrents. Una invasió de Magne III de Noruega a en 1098 va donar lloc a un breu període de domini noruec directe sobre el regne, però aviat els descendents de Godred Crovan van tornar a establir un altre període de domini en gran manera independent fins que va esclatar una guerra civil entre Godred Olafsson i Somerled, que es van repartir el regne en 1156 després de la batalla de la Epifania, fins que el 1164 amb la mort de Somerled en la batalla de Renfred va col·lapsar i fragmentar el regne durant dècades d'inestabilitat, i les illes van passar a formar part del Regne d'Escòcia després que el rei Haakon IV fos derrotat per les tropes d'Alexandre III d'Escòcia en la batalla de Largs el 1263 quan intentava restablir la sobirania noruega i Magnus VI signés el tractat de Perth de 1266 que tancava la guerra escocesonoruega.

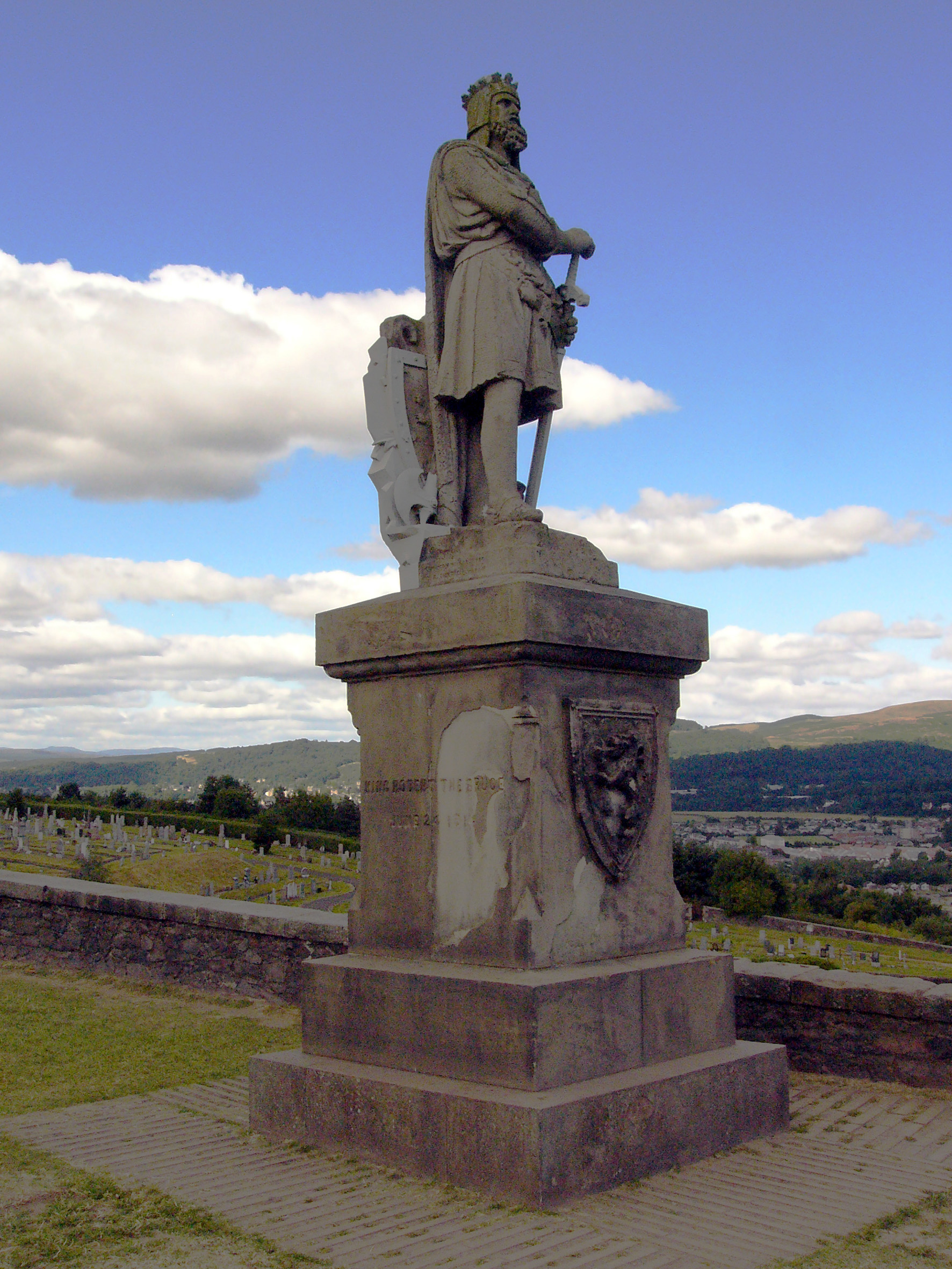
Estàtua de Robert the Bruce a l'entrada del castell de Stirling

La mort d'Alexandre III el 1286, seguida per la de la seva neta Margarida I, va trencar la línia successòria de la dinastia regnant. Això va portar a la intervenció d'Eduard I d'Anglaterra, que va posar al tron el seu protegit Joan de Balliol. Quan la seva relació es deteriorà, es va produir un intent de conquesta per part d'Anglaterra, que fou rebutjat per William Wallace (Braveheart) en les guerres d'independència d'Escòcia. Per la seva banda, Robert the Bruce, comte de Carrick, es va proclamar rei d'Escòcia amb el nom de Robert I d'Escòcia. La guerra amb Anglaterra va durar dècades, i la guerra civil entre els partidaris de la dinastia de Robert the Bruce (que assegurava ser descendent de David I) i els partidaris dels Balliol, recolzats per Anglaterra, durà fins a inicis del segle xiv. Malgrat que la dinastia Bruce va ser-ne la vencedora, l'absència de descendents de David II va permetre al seu nebot, Robert II, ascendir al tron i situar-hi la dinastia Estuard.

## Edat moderna

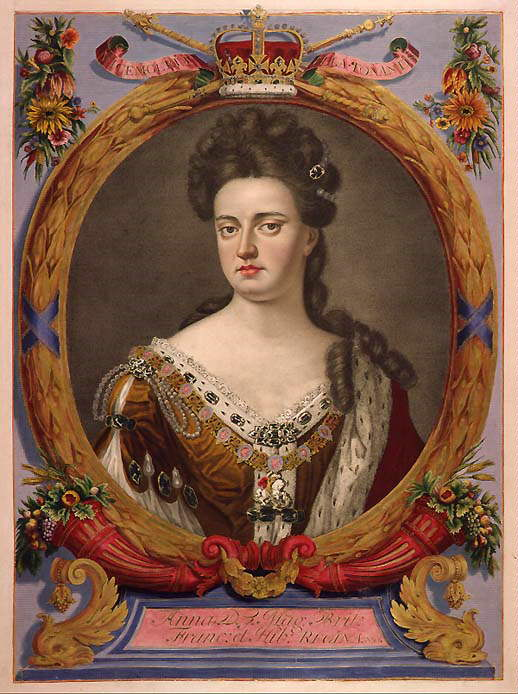
Retrat de la reina Anna d'Anglaterra, que es convertiria en Anna de la Gran Bretanya després de la signatura de l'Acta d'Unió

L'edat moderna es va obrir en la història escocesa amb el Rough Wooing o 'seguici violent' (1544 - 1551), una sèrie d'ofensives militars intermitents mitjançant les quals Anglaterra pretenia forçar un casament entre Maria I Estuard i Eduard VI d'Anglaterra, objectiu que finalment no va aconseguir. A més, el segle xvi és el segle de la Reforma protestant, encapçalada a Escòcia per figures com John Knox i recolzada des d'Anglaterra.
El 1603, Jaume VI d'Escòcia va heretar el tron d'Anglaterra i es va convertir en Jaume I d'Anglaterra, sent executat el 30 de gener de 1649 durant la Guerra Civil anglesa. Amb l'excepció d'un breu període conegut com el Protectorat, Escòcia continuà sent un estat independent, encara que sacsejat per constants enfrontaments entre la corona i els covenanters, sobre la forma de govern de l'Església. Després de la Revolució Gloriosa i el derrocament del catòlic Jaume VII d'Escòcia per Guillem III d'Anglaterra i la seva esposa Maria II (1688), Escòcia va amenaçar de triar un rei protestant diferent al d'Anglaterra. El 1707, però, després de les amenaces angleses de tancar el comerç amb Escòcia, es va signar l'Acta d'Unió, que certificava la creació del Regne de la Gran Bretanya.
Malgrat aquesta unificació dels dos regnes, els defensors de la casa d'Estuard, coneguts com a jacobites, seguien tenint influència a les Highlands i a la zona nord-est del país, especialment entre els no presbiterians. No obstant això, els aixecaments jacobites produïts el 1715 i 1745 no van aconseguir apartar del tron britànic la casa de Hannover. Aquests aixecaments van servir, a més, com a excusa per al desplaçament massiu dels habitants de les Highlands, en el que es coneix com a Highland Clearances.
Després de la Il·lustració i la Revolució industrial, Escòcia es va transformar en un dels centres comercials, intel·lectuals i culturals d'Europa. Glasgow i Edimburg, sobretot, es van desenvolupar ràpidament a finals del segle xviii, i durant el segle xix el sorgiment de la indústria pesant a les riberes del riu Clyde va transformar Glasgow en la «segona ciutat de l'Imperi britànic» després de Londres.
La situació va empitjorar després de la Primera Guerra Mundial, en la qual van morir un gran nombre d'escocesos, provinents sobretot de les Highlands, però especialment després de la Segona Guerra Mundial, després de la qual la situació econòmica d'Escòcia empitjorà ràpidament, amb la desaparició d'un gran nombre d'indústries que ja no eren competitives en el mercat internacional. Només en les últimes dècades del segle xx el país va aconseguir una petita recuperació econòmica i cultural, gràcies al sorgiment de nous serveis financers i del sector electrònic (en el que es coneix com a Silicon Glen), així com als beneficis del petroli i del gas del mar del Nord. El 1998 el Govern del Regne Unit va concedir més nivells de sobirania a Escòcia amb la Scotland Act 1998, restablint el Parlament Escocès i retornant a Edimburg, simbòlicament, la Pedra de Scone.

## L'independentisme escocès
L'independentisme escocès és una aspiració de diferents partits polítics i agents socials escocesos de dissoldre el Regne Unit i aconseguir convertir Escòcia en un territori independent com ja ho era fins al 1707. Els partidaris de la independència d'Escòcia argumenten que la impossibilitat d'aquesta nació de decidir de manera absoluta sobre els seus afers, de forma nacional i internacional, va en detriment dels interessos escocesos. Segons aquests agents, donat que el govern del Regne Unit actua en benefici del conjunt de l'estat (del qual Anglaterra és la part més poblada) no és beneficiós per a Escòcia romandre dins del regne. Els detractors de la independència d'Escòcia argumenten que seguir units amb la resta de territoris del Regne Unit beneficia els escocesos, ja que d'aquesta manera formen part d'una potència major que tampoc posa en compromís la seva identitat nacional.
El govern escocès convocà un referèndum per la independència d'Escòcia la tardor de 2014.
Entre els anys 843 i 1707 el Regne d'Escòcia i el Regne d'Anglaterra foren dos territoris independents. L'any 1707 amb la firma de l'Acta d'Unió i la creació del Regne de la Gran Bretanya els dos regnes es fusionaren i els respectius parlaments es dissolgueren, creant el Parlament de la Gran Bretanya que n'aglutinava funcions de tots dos. La creació del Partit Nacional Escocès l'any 1934 marca un punt important en la història de l'independentisme escocès. Aquest partit aposta obertament per la independència, obté representació de forma continuada des de les eleccions de 1967 i ocupa la majoria absoluta del Parlament escocès des de l'any 2011.
L'independentisme escocès visqué un ressorgiment a partir dels anys 1970 com a conseqüència d'una crisi econòmica i un procés de desindustrialització. Aquests processos sumats al descobriment de jaciments petroquímics al mar del Nord retornaren al centre del debat polític la necessitat de gestionar els propis recursos. L'any 1979 se celebrà un referèndum per la recuperació de l'autogovern. El resultat fou afirmatiu malgrat que la norma no entrà en vigor per una polèmica clàusula que obligava que els vots afirmatius fossin més del 40% del total del cens. El Parlament escocès i el govern escocès entraren en funcions finalment després de la celebració d'un nou referèndum l'any 1997, que es va celebrar després de la victòria de Tony Blair a les eleccions al Parlament del Regne Unit de 1997, que ho duia en el seu programa. En el referèndum es preguntà novament sobre la necessitat de restaurar el parlament i sobre si aquest havia de tenir la potestat de legislar sobre impostos. El resultat en fou afirmatiu en tots dos casos.
El debat sobre la independència s'ha mantingut en el centre del debat polític des que l'any 2009 el Partit Nacional Escocès presidit per Alex Salmond plantejà una sèrie de converses amb diferents agents socials sobre el tema. La qüestió s'ha mantingut al centre de l'ideari del partit i ha estat una qüestió principal en les propostes per la campanya de les eleccions de 2011 en les quals guanyaren per majoria absoluta. Alex Salmond proposà el gener de 2012 la celebració d'un referèndum per a la tardor de 2014. El govern del Regne Unit presidit per David Cameron acceptà que el referèndum fos vinculant.

### Història
La Lliga Nacional Escocesa (Scots National League), formada el 1921, era un grup inicialment establert a Londres que lluitava per la independència d'Escòcia, altament influenciat pel Sinn Féin irlandès. Va crear el periòdic Scots Independent el 1926 i el 1928 van col·laborar amb l'Associació Nacionalista Escocesa de la Universitat de Glasgow (Glasgow University Scottish Nationalist Association) a crear el Partit Nacional d'Escòcia (National Party of Scotland), favorable a un estat independent escocès. Un dels fundadors en fou Hugh MacDiarmid, un poeta que havia començat a promoure la literatura escocesa, al costat d'altres relacionats amb el Partit Laborista.
Van cooperar amb el Partit Escocès (Scottish Party), una organització autonomista formada el 1932 per antics membres del Partit Conservador, i el 1934 es van unir per formar el Partit Nacional Escocès, el qual, encara que inicialment era autonomista, posteriorment va passar a donar suport a la independència. El partit va sofrir un descens de suport en la dècada de 1930, quan la paraula nacionalisme va començar a associar-se al nacionalsocialisme alemany, però van aconseguir el seu primer diputat en una elecció parcial el 1945, encara que el van perdre en les eleccions generals tres mesos després.
El Partit Nacional Escocès va tenir un notable èxit electoral en la dècada de 1960, i quan es va trobar petroli al mar del Nord el 1970, va poder contrarestar els temors sobre la viabilitat econòmica d'una possible independència amb el lema "És petroli d'Escòcia". Van argumentar que els beneficis d'aquest petroli, recaptats per la hisenda britànica, havien beneficiat poc a Escòcia, en comparació amb altres parts del Regne Unit (com Anglaterra).

#### El renaixement de la dècada de 1970
En les eleccions generals del Regne Unit de febrer de 1974, els votants escocesos van triar set membres del Partit Nacional Escocès, que van augmentar a onze en les eleccions d'octubre de 1974. Això va donar poder al moviment independentista amb propostes més avançades en la Cambra dels Comuns del Regne Unit, on el Partit Laborista va formar un govern minoritari amb el suport del Partit Liberal.
Com havien promès, els laboristes van fer propostes per a un Parlament Escocès amb una assemblea escocesa semiautònoma amb poders per controlar alguns aspectes de política interna. Però mentre que la mesura tenia el suport del Partit Laborista Escocès, alguns membres (majoritàriament anglesos) es van oposar a un canvi constitucional sense un mandat clar, i el parlament va decidir celebrar un referèndum, requerint un 40% o més de l'electorat a favor en comptes de requerir una simple majoria dels vots en el referèndum. Efectuat el referèndum, un 33% va votar a favor i un 31% en contra, amb una abstenció del 36%, per la qual cosa la proposta no va veure la llum. Els progressos de l'independentisme es van veure frenats quan el Partit Nacional Escocès va recolzar una moció de censura contra el govern i va forçar unes eleccions generals el 1979 que van donar la victòria a la gran adversària de la independència, Margaret Thatcher.

#### Devolució

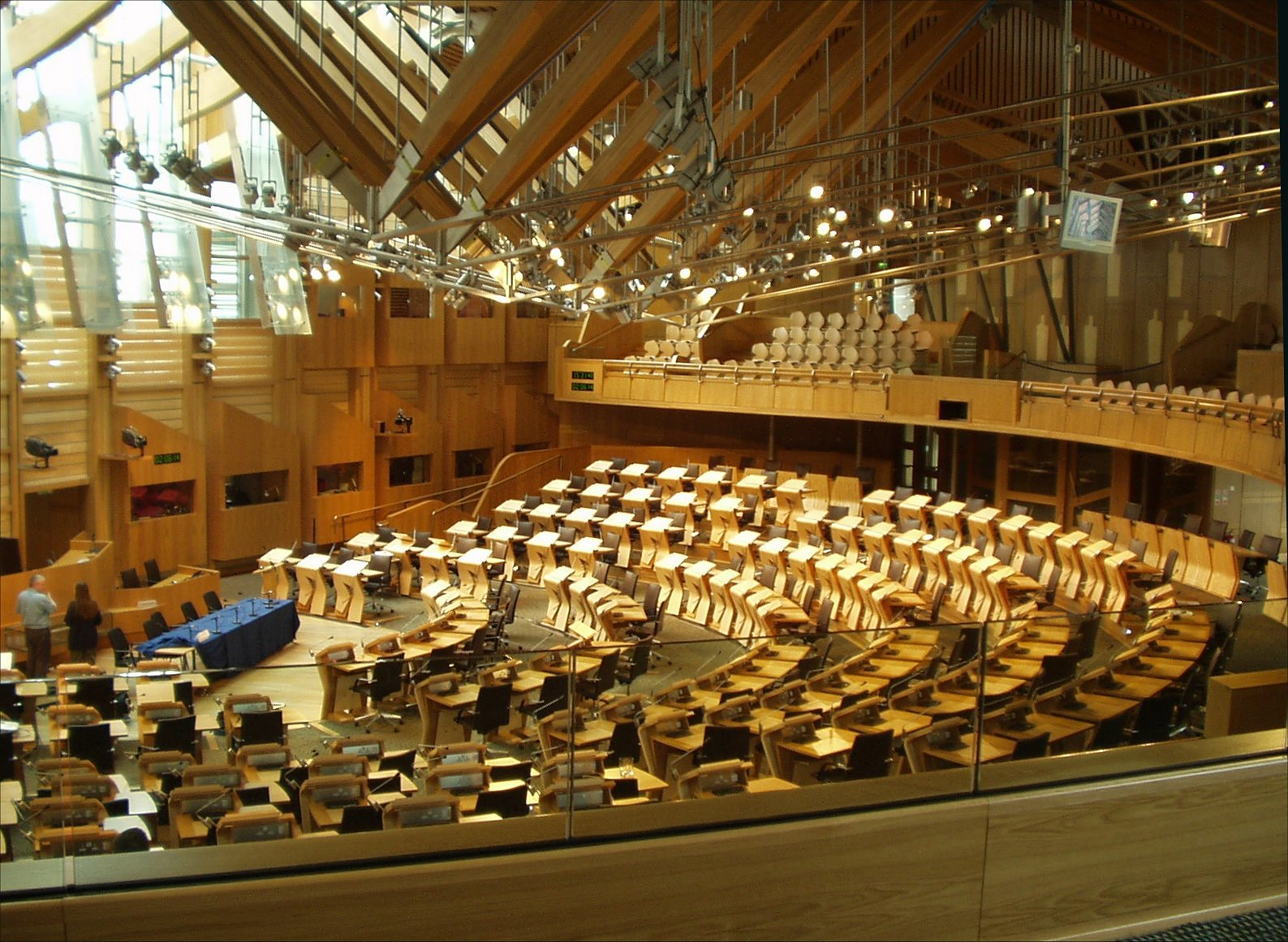
Hemicicle del Parlament escocès

Els partidaris de la independència escocesa continuaven tenint opinions contraposades sobre l'autonomia, un moviment que incloïa molts partidaris de continuar amb la unió, si bé en un marc de descentralització dins del Regne Unit. Dins del camp independentista, alguns van veure l'autonomisme com un pas cap a la independència, mentre que uns altres desitjaven arribar immediatament a la separació.
En els anys de govern conservador va tenir lloc la Campanya per una Assemblea Escocesa, que va desembocar en la convocatòria el 1989 de la Convenció Constitucional Escocesa, la qual va aconseguir un cert consens a l'entorn d'unes bases creades per diversos partits per a la devolució de poder polític a Escòcia, a pesar que el Partit Conservador va rebutjar cooperar-hi i el Partit Nacional Escocès es va retirar del debat quan es va veure clar que la convenció no estava disposada a negociar la independència d'Escòcia com una opció constitucional. El Partit Laborista de Tony Blair va guanyar les eleccions al Parlament del Regne Unit de 1997 i Donald Dewar, com a secretari d'estat per a Escòcia va executar les promeses del seu partit sobre la creació d'un Parlament Escocès; convocà un referèndum al setembre d'aquest any, en el qual un 75% dels votants es va pronunciar a favor de la devolució de poders. El parlament llavors va aprovar la Llei d'Escòcia per crear un Parlament escocès triat directament pels escocesos amb poders sobre la majoria de les polítiques regionals. Al maig de 1999 Escòcia va tenir les primeres eleccions per al parlament retornat i al juliol el Parlament escocès va celebrar la primera sessió, per primera vegada des que el parlament previ havia estat dissolt el 1707. El parlament escocès tenia cent trenta-nou membres triats per un sistema de representació proporcional. Donald Dewar es va convertir en el primer ministre d'Escòcia amb el govern de coalició entre el Partit Laborista Escocès i el Partit Liberal Demòcrata, mentre que el Partit Nacional Escocès esdevingué el primer partit de l'oposició.
Durant la dècada del 1980 i el 1990 les polítiques neoliberals suposaren una desigualtat dels ingressos i major desocupació, la qual cosa suposà un problema de consum drogues amb resultats fatals, especialment per a les persones de sexe masculí.
Amb l'aprovació de tots els partits, la cançó de lletra igualitària de Robert Burns A Man's A Man for A' That va ser cantada per l'activista Sheena Wellington en la inauguració del Parlament escocès. Aquesta cançó va ser adoptada com l'himne no oficial modern del moviment independentista escocès.
D'una manera similar, la inauguració de la reina Isabel II del nou edifici del Parlament escocès va ser acompanyada de la cançó d'Aaron Copland Fanfare for the Common Man.
No obstant això, encara que els escocesos van aconseguir la devolució i competències sobre la majoria dels seus assumptes, els nacionalistes continuen reclamant-ne la independència total.